# Whiplash (bài hát của Selena Gomez & the Scene)
"Whiplash" là bài hát của ban nhạc Mỹ Selena Gomez & the Scene, từ album phòng thu thứ ba của họ When the Sun Goes Down (2011). Bài hát được Greg Kurstin sáng tác và sản xuất, với một phần đóng góp trong việc sáng tác từ Nicole Morier và Britney Spears.

## Biểu diễn trực tiếp
Selena Gomez & the Scene biểu diễn "Whiplash" tại We Own the Night Tour (2011). Ca khúc được trình bày sau một bản nhạc hỗn hợp các ca khúc nổi tiếng của Spears, gồm có "...Baby One More Time", "(You Drive Me) Crazy", "Oops!... I Did It Again", "I'm a Slave 4 U", "Toxic" và "Hold It Against Me".